# Malladevanahalli, Turuvekere
Malladevanahalli là một làng thuộc tehsil Turuvekere, huyện Tumkur, bang Karnataka, Ấn Độ.